# Новоклёмово
Новоклёмово — посёлок в городском округе Серебряные Пруды Московской области.

## География
Находится в южной части Московской области на расстоянии приблизительно 6 километров на северо-восток по прямой от окружного центра посёлка Серебряные Пруды на левом берегу реки Осётр.

## История
Основан в 1930 году ссыльными немцами. Позднее здесь построили посёлок совхоза «Моссвинтрест», потом ставший опорным пунктом Тульской госстанции и, далее, в 1955 году, центральной усадьбой совхоза «Клёмово». В 1960-е — 1980-е годы шло широкое строительство. В 1974 году учтено 205 хозяйств. Нынешнее название с 2001 года. В период 2006—2015 годов входил в состав сельского поселения Узуновское Серебряно-Прудского района. 

## Население
Постоянное население составляло 679 человек (1974), 836 в 2002 году (русские 92 %), 897 в 2010.